# Künstlerleben
 (novembre 2023).
Si vous disposez d'ouvrages ou d'articles de référence ou si vous connaissez des sites web de qualité traitant du thème abordé ici, merci de compléter l'article en donnant les références utiles à sa vérifiabilité et en les liant à la section « Notes et références ».
Künstlerleben (Vie d'artiste), op. 316 est une valse écrite par Johann Strauss II en 1867.

## Histoire
Strauss a écrit cette valse peu de temps après le succès retentissant de la valse Le Beau Danube bleu. L’an précédent, en 1866, l’Autriche avait été secouée par l’écrasante défaite de son armée lors de la Bataille de Sadowa, et beaucoup des festivités et des bals annuels avaient été annulés, les Viennois étant d’une humeur maussade. C’est avec beaucoup d’aplomb que les trois frères Strauss se sont attaqués à la tâche impossible d’insuffler la joie de vivre au Carnaval de Vienne de 1867. En effet, les œuvres qu’ils y ont présentées ne trahissaient aucun manque d’inspiration, et ils ont prouvé aux Viennois que leur esprit créatif ne serait jamais étouffé par l’air du temps.
Johann et Josef Strauss ont tous deux présenté de pétillantes nouvelles œuvres au bal d'Hesperus, à la salle de Dianabad, le 18 février 1867. La valse Vie d'artiste a été présentée tout juste trois jours après le succès du Beau Danube bleu au même endroit. Le nom de la valse pourrait être une allusion à l'Association Hesperus elle-même, qui était la société des artistes de Vienne, dotée d'une grande influence, dont les frères Strauss étaient membres.
La nouvelle valse s'est rapidement fait qualifier de jumelle du Beau Danube bleu et sa popularité lui a permis de garder sa place dans le répertoire classique.

## Description de l'œuvre
L’inspiration du compositeur se ressent dès l’introduction de la valse, qui débute par un solo de cor plaintif et un passage lyrique et légèrement dramatique en la mineur pour les cordes. Strauss introduit ensuite une mélodie de valse plutôt pensive en la majeur, mais celle-ci est rapidement interrompue par deux accords très vigoureux. La première partie en valse arrive alors, une mélodie enjouée à l’accompagnement net et au rythme marqué. La seconde partie en valse commence par un air mélancolique en deux idées, d’abord ponctué par les mêmes accords dramatiques entendus à l’introduction, devenant ensuite une mélodie un peu plus joviale, puis cédant sa place à un troisième thème décidément exubérant. L’humeur plaintive de la valse fait son retour à la cinquième partie, qui se termine par une coda en tonalité mineure. Enfin, le premier air de valse resurgit, d’abord lent et paisible, puis la pièce se précipite vers une conclusion triomphante marquée d'un accord sonore et de quelques fioritures, le tout souligné par un roulement de la caisse claire.